# Anolis aeneus
Anolis aeneus este o specie de șopârle din genul Anolis, familia Polychrotidae, descrisă de Gray 1840. Conform Catalogue of Life specia Anolis aeneus nu are subspecii cunoscute.